# Dryops punctipennis
Dryops punctipennis is een keversoort uit de familie ruighaarkevers (Dryopidae). De wetenschappelijke naam van de soort werd in 1882 gepubliceerd door David Sharp.